# Терес Сукуп
Терес Сукуп (8 липня 2003) — сейшельська плавчиня. Учасниця Чемпіонату світу з водних видів спорту 2022, де на дистанціях 200 метрів вільним стилем, 400 метрів вільним стилем, 
змішаній естафеті 4x100 метрів комплексом, 
змішаній естафеті 4x100 метрів вільним стилем і на дистанції
5 км на відкритій воді посіла, відповідно, 36-те, 32-ге, 24-те, 21-ше і 51-ше місця.